# Шелестів
Ше́лестів — невеликий річковий острів на Дніпрі в Україні. Знаходиться навпроти села Прохорівка Черкаського району Черкаської області.
Острів видовжено-овальної форми, з трьома довгастими півостровом на південному сході. Західні та північні береги стрімкіші, аніж східні. Острів майже повністю вкритий лісами, які чергуються із чагарниками. Лише на південному заході знаходиться велика ділянка безлісся. Від лівого берега Дніпра відокремлений протокою Річище.
Довжина — 3,7 км, ширина — 1,3 км, висота 89 м. До лівого берега Дніпра — 0,2 км, до правого — 0,7 км, до острова Круглик — 120 м.
Шелестів є частиною Канівського природного заповідника.
| {{{alt}}} | Це незавершена стаття про Канівський район. Ви можете допомогти проєкту, виправивши або дописавши її. |